# Thestyleda investigator
Thestyleda investigator är en musselart som beskrevs av Dell 1952. Thestyleda investigator ingår i släktet Thestyleda och familjen tandmusslor. Inga underarter finns listade i Catalogue of Life.